# Presídio de Mulheres
Presídio de Mulheres foi uma novela exibida pela extinta TV Tupi em 1967, escrita por Mário Lago e Ciro Bassini.

## Sinopse
O drama de mulheres que cumpriram pena presas, a história mostra até que ponto um erro do passado influía em seus futuros.

## Elenco
- Maria Luiza Castelli - Cláudia
- Ruthinéia de Moraes - Rosa
- Lisa Negri - Silvana
- Geórgia Gomide - Iara
- Patrícia Mayo - Judite
- Walmor Chagas - Luís
- Mário Lago - Pierre
- José Parisi
- Elias Gleizer
- Jane Baruque